# Bad Mitterndorf
Bad Mitterndorf is een gemeente (marktgemeinde) in de Oostenrijkse deelstaat Stiermarken. De gemeente maakt deel uit van het district Liezen en telt 4.930 inwoners (1-1-2022).
In 2015 werden de gemeenten Tauplitz en Pichl-Kainisch bij Bad Mitterndorf gevoegd.
Admont ·
Aigen im Ennstal ·
Altaussee ·
Altenmarkt bei Sankt Gallen ·
Ardning ·
Bad Aussee ·
Bad Mitterndorf ·
Gaishorn am See ·
Grundlsee ·
Irdning-Donnersbachtal ·
Landl ·
Lassing ·
Liezen ·
Rottenmann ·
Sankt Gallen ·
Selzthal ·
Stainach-Pürgg ·
Trieben ·
Wildalpen ·
Wörschach
Politische Expositur Gröbming:
Aich ·
Gröbming ·
Haus ·
Michaelerberg-Pruggern ·
Mitterberg-Sankt Martin ·
Öblarn ·
Ramsau am Dachstein ·
Schladming ·
Sölk
- Gemeinsame Normdatei: 4375053-9
- MusicBrainz: 09cb809d-8225-4f8b-8ce3-47460dce2615
- Virtual International Authority File: 244266013